# دانة سوداء
الدانة  السوداء أو الغصة السوداء أو بلوطة أو سنديان الأرض أو فراسيون أسود (باللاتينية: Ballota nigra) نوع نباتي يتبع جنس الدانة من الفصيلة الشفوية من رتبة الشفويات.

## البيئة والانتشار
موطنها بلاد الشام والمغرب العربي والقوقاز ومعظم مناطق أوروبا.